# Центар „Сунце“ Приједор
Центар „Сунце” Приједор се бави васпитањем, образовањем и радним оспособљавањем дјеце и омладине са лаком, умјереном и тешком менталном заосталошћу. Налази се у улици Краља Александра 6 у Приједору.

## Историјат
Специјална основна школа у Приједору је основана 21. новембра 1973, а од 15. априла 1976. ради под називом Школа за основно и усмјерено образовање „Радмило Стефановић” Приједор. Налазила се у згради данашње Музичке школе „Саво Балабан” у самом центру града, у улици Владимира Назора бр. 6. Године 1981. је, одлуком Скупштине општине Приједор, добила на располагање зграду школе „Мира Цикота” која је тада била дрвена барака смјештена у ужем центру града, у улици Краља Александра бр. 6. Од 10. маја 1993. носи назив Специјална основна и средња школа „Ђорђе Натошевић”. У истој згради је дјеловала до 1. новембра 2011. када је почела градња новог модерног објекта на мјесту старе школе који је завршен у септембру 2012. године и тада је добила данашњи назив Јавна установа Центар „Сунце” Приједор. Данас садрже продужен боравак који ученици могу да користе прије почетка или након завршетка наставе, вртић намењен дјеци са потешкоћама у развоју, основну школу за ученике са лако оштећеним интелектуалним функционисањем у трајању од девет година са разредном и предметном наставу коју изводе дефектолози и за ученике са умјерним и тежим оштећењем интелектуалног функционисања по прилагођеном програму у четири нивоа са укупним трајањем од дванаест година и средњу школу са занимањима трећег степена Бравар – заваривач, Модни кројач и Кувар.